# Phaeodarea
Die Phaeodarea sind eine Gruppe heterotropher Protisten, die systematisch lange als Radiolarien (Strahlentierchen) angesehen wurde, heute jedoch zu den Cercozoa gestellt werden. 

## Merkmale
Die Phaeodarea sind Einzeller mit einem inneren Skelett. Dessen Zentralkapsel besitzt eine verdickte, doppellagige Kapselwand mit zwei Arten von Öffnungen: eine große, als Astropylum bezeichnete Öffnung mit einer großen Menge an durchgehendem Cytoplasma, und kleinere Öffnungen, die Parapylae, die meist seitlich sitzen und durch die dünne Cytoplasmastränge ziehen. Im Inneren der Zelle befindet sich eine dichte Masse von dunkel pigmentiertem, granulärem Cytoplasma, das Phaeodium (altgriechisch φαιός phaiós, deutsch ‚düster, dunkel‘), das unverdauten Abfall enthält. 
Wenn vorhanden, besteht das Mineralskelett aus verstreut angeordneten Stacheln oder hohlen Silikat-Stäben, die durch organisches Material verbunden sind. Sie besitzen eine große Formenvielfalt.

## Systematik
Die Phaeodarea wurden aufgrund ihrer Morphologie seit ihrer Erstbeschreibung durch Ernst Haeckel 1879 zu den Radiolaria gestellt. Molekulargenetische Untersuchungen zeigten jedoch, dass sie mit den anderen beiden Gruppen der Radiolaria nicht näher verwandt sind, sondern zu den Cercozoa gehören. 
Sie bilden eine monophyletische Gruppe. In mehreren Arbeiten waren sie die Schwestergruppe der Gattung Pseudodifflugia, ihre gemeinsame Position innerhalb der Cercozoa ist jedoch unklar.
Nach Adl et al. umfassen die Phaeodarea folgende Gruppen:
- Phaeoconchia
- Phaeocystina
- Phaeogromia
- Phaeosphaeria

## Belege
- Sina M. Adl et al.: The New Higher Level Classification of Eukaryotes with Emphasis on the Taxonomy of Protists. The Journal of Eukaryotic Microbiology, Band 52, 2005, S. 399–451. doi:10.1111/j.1550-7408.2005.00053.x.